# Deutsche Soziale Union
Deutsche Soziale Union är ett litet konservativt politiskt parti i Tyskland. Partiet grundades i Leipzig den 20 januari 1990 av pastor Hans-Wilhelm Ebeling, löst baserat på CSU.